# Макалистер, Джим
Джим Макалистер (род. 4 мая 1957, Сиэтл, Вашингтон) — американский футболист, выступавший на позиции защитника. В 1977 году он был новичком года NASL и сыграл шесть матчей со сборной США.

## Карьера игрока

### Клубная карьера
Макалистер вырос в Сиэтле, где учился в средней школе Джона Ф. Кеннеди, штат Вашингтон. Когда он окончил школу в 1976 году, с ним сразу же подписал контракт «Сиэтл Саундерс» из Североамериканской футбольной лиги, он играл на позиции левого защитника. Макалистер сыграл только в двух матчах за первую команду в 1976 году, проводя большую часть сезона в резервной команде. В 1977 году он стал основным игроком «Саундерс», который участвовал в Соккер Боул, где уступил «Нью-Йорк Космос» с Пеле во главе. Защитные способности Макалистера произвели впечатление на Пеле, который в конце игры обменялся с ним футболками. Успешный сезон принёс Макалистеру титул новичка года NASL. Макалистер провёл ещё один сезон в Сиэтле, прежде чем перешёл в «Торонто Близзард». До переезда в Торонто он провёл 1979/80 сезон в MISL с «Буффало Сталлионс». После одного года в Торонто он перешёл в «Сан-Хосе Эртквейкс». Во время игры за «Эртквейкс» он играл как в NASL, так и в MISL, «Эртквейкс» были представлены в обеих лигах. Когда в 1983 году была создана франшиза MISL «Такома Старз», Макалистер вернулся в родной штат. Он оставался со «Старз» до 1985/86 сезона.

### Национальная сборная
Макалистер сыграл шесть матчей за сборную США между 1977 и 1979 годами. Его успех с «Саундерс» привлёк к нему внимание тренерского штаба национальной сборной. Он сыграл свой первый матч 18 сентября 1977 года против Гватемалы, игра завершилась поражением. Затем в течение ближайших двух лет он играл лишь эпизодически, его последний матч состоялся 11 февраля 1979 против Советского Союза, этот матч также был проигран.

## Тренерская карьера
Макалистер ушёл из «Такома Старз» в 1986 году. Затем он стал спецтренером команды. 23 февраля 1988 года Макалистер был назначен главным тренером после увольнения Алана Хинтона. Макалистер вывел «Старз» в плей-офф, где они вылетели в первом туре от «Сан-Диего Сокерз». В течение межсезонья 1988 года у команды сменились владельцы, они вернули Хинтона на пост тренера. В 2000 году Макалистер стал главным тренером мужской футбольной команды старшей школы Декейтер. В следующем сезоне команда не потерпела ни одного поражения в чемпионате штата Вашингтон. В 2006 году Макалистер был главным тренером профессионального клуба «Хиберниан Сейнтс». Он также входил в состав тренерского штаба футбольного клуба «Вашингтон Премьер» из Такомы. Вместе с Гэри Хилом он вывел команду из Академии развития в национальный финал USSF, клуб занял 5-е место. В январе 2010 года он вернулся в город, где делал свои первые шаги как профессиональный игрок. Он стал спортивным директором молодёжного футбольного клуба «Сиэтл Юнайтед», техническим директором команды также был бывший игрок «Саундерс» Джейсон Фаррелл.